# Hadston
Hadston är en ort i civil parish East Chevington, i grevskapet Northumberland i England. Orten är belägen 15 km från Morpeth. Hadston var en civil parish 1866–1955 när det uppgick i East Chevington. Civil parish hade 196 invånare år 1951.